# Liesje Sadonius
Liesje Sadonius (Lizzy Young), född 6 augusti 1975 i Lokeren, är en flamländsk singer-songwriter och spirituell livscoach. Hon är mest känd för att tidigare ha varit huvudsångerska i bandet Hooverphonic.